# Alina (Film)
Alina, alternativ Alinas Traum, ist ein deutscher dreiteiliger Fernseh-Jugendfilm von Brigitta Dresewski, der 2005 erschien. Die Vorlage zur Geschichte stammt von Ilka Brummenbaum. Der im Umfeld eines Reiterhofes spielende Film handelt von Liebe, Eifersucht, Vertrauen in sich und andere und von gewaltfreier Kommunikation. Die jugendliche Hauptfigur träumt davon, irgendwann eine berühmte Reiterin zu werden.

## Handlung
1. Silverado in Gefahr
Alina Delius liebt Pferde. Sie ist 13 Jahre alt und lebt mit ihrer Mutter Stefanie, einer Tierärztin, auf dem Reiterhof Terjung im Münsterland. Ihr Traum ist es, ein eigenes Pferd zu haben und später als Reiterin erfolgreich zu sein.
Als Alina Bekanntschaft mit dem Araberhengst Silverado macht, der ihrer Mitschülerin Jennifer von deren reichen Eltern geschenkt worden ist, fühlt sie sich sofort zu dem außergewöhnlichen Tier hingezogen. Dann jedoch bricht auf dem Reiterhof ein Brand aus, der bei Silverado zu einem schweren Trauma führt, wodurch das Tier misstrauisch und unberechenbar wird. Alina möchte dem Pferd um jeden Preis helfen, wobei ihr Mitschüler Patrick ihr zur Seite steht. Das wiederum sieht die Besitzerin des Hengstes gar nicht gern, die das in ihren Augen nun nutzlose Tier nur noch loswerden will. Alina will das jedoch um jeden Preis verhindern. Jennifer ist sogar bereit, Silverado dem Schlachthof zu überlassen, nur um ein neues Pferd zu bekommen. Sie setzt nun auch alles daran, Patrick, in den Alina heimlich verliebt ist, auf ihre Seite zu ziehen.
2. Die Pferdeflüsterin
Da die Genesung Silverados kaum Fortschritte macht, sucht Alina – nach einem Hinweis Patricks – den Kontakt zu Andrea Kutsch, einer Pferdeflüsterin. Jennifer zeigt sich wenig kooperativ und will Silverado, nachdem er sein Trauma mit Andreas und auch Alinas Hilfe endlich überwunden hat, verkaufen, um doch noch das ersehnte neue Pferd zu bekommen. Als Patrick Alina seine Liebe gesteht, ist sie glücklich. Die eifersüchtige Jennifer gibt jedoch nicht auf und tut alles, Patricks Aufmerksamkeit auf sich zu lenken, was Alina ein Dorn im Auge ist.
3. Das Turnier
Alina darf Silverado trainieren, bis ein neuer Käufer gefunden worden ist und soll sogar mit ihm beim Turnier antreten. Als es endlich so weit ist, zeigt Alina allen, wie großartig Silverado ist. Ein Stechen zwischen Alina und Jennifer muss darüber entscheiden, wer als Sieger den Platz verlässt. Kurz bevor die beiden Mädchen ins Stechen gehen, belastet Jennifer Alina mit ihrer Aussage, dass sich ein Käufer für Silverado gefunden habe, wohl wissend, wie sehr das Alina trifft. Trotzdem schafft Alina es, das Stechen zu gewinnen. Traurig bereitet sie sich darauf vor, Abschied von dem Tier zu nehmen, das ihr so sehr ans Herz gewachsen ist. Doch dann erlebt Alina eine riesige Überraschung, die neue Besitzerin von Silverado ist nämlich sie. Ihre Mutter, die inzwischen mit dem Besitzer des Reiterhofes Ludger von Heeren zusammen ist, hat das Tier gemeinsam mit Ludger für ihre Tochter gekauft. Überglücklich fällt Alina beiden um den Hals.

## Verschiedene Versionen, Veröffentlichung
Alina beziehungsweise Alinas Traum wurde in drei verschiedenen Fassungen ausgestrahlt, einmal als Dreiteiler à 60 Minuten, also in einer Gesamtlänge von 180 Minuten, einmal als 6-teilige Miniserie zu je 30 Minuten, und in einer Spielfilmfassung zu 90 Minuten.
In Deutschland wurde der vom 14. Mai bis 27. August 2004 gedrehte Dreiteiler erstmals am 25., 26. + 28. März 2005 im Programm der ARD gezeigt. Am 10. September 2005 wurde eine Spielfilm-Version veröffentlicht. Die Lauflänge der von Constantin Film am 6. Dezember 2005 herausgegebenen DVD ist mit 174 Minuten angegeben.

## Kritik
Das Lexikon des internationalen Films befand: „Dreiteiliger Fernsehfilm, der sich ganz auf die Erlebnis- und Wunschwelt heranwachsender Mädchen konzentriert. (Titel der gekürzten Spielfilmversion: Alinas Traum)“
Prisma sprach von einem „routiniert inszenierte[n] TV-Film über die Abenteuer eines jungen Mädchens, die alles tut, um ihren großen Traum zu verwirklichen“. Regisseurin Brigitta Dresewski stelle jedoch „nicht nur die Leidenschaft ihrer Protagonistin für den geliebten Vierbeiner in den Mittelpunkt, sondern verknüpf[e] dies mit der Geschichte einer ersten, zarten Liebe“. Weiter hieß es: „Von sympathischen Jungdarstellern getragen, ist dies nicht nur ein Film für junge Pferdefreunde. Für die überzeugende Hauptdarstellerin Marett Katalin Klahn war die Rolle der Alina ihr erster großer Filmauftritt.“

## Spielfilme
- Alinas Traum 90 min. D 2005[5]
- französischer Titel: Un amour de cheval; TV France: 31. Oktober 2007[6]
- russischer Titel: Мечта Алины[7]
- tschechischer Titel: Alinin sen[8]
- ungarischer Titel: Alina álma[9]